# 805
Évszázadok: 8. század – 9. század – 10. század
Évtizedek: 750-es évek – 760-as évek – 770-es évek – 780-as évek – 790-es évek – 800-as évek – 810-es évek – 820-as évek – 830-as évek – 840-es évek – 850-es évek
Évek: 800 – 801 – 802 – 803 –  804 – 805 – 806 – 807 – 808 – 809 – 810

## Események

### Bizánci Birodalom
- I. Niképhorosz császár az előző évi vereség után sereget küld Kilikiába és a Felső-Eufráteszhez az arabok ellen. A bizánciak elfoglalják és kifosztják Tarszoszt.
- A peloponnészoszi szlávok arab segítséggel ostrom alá veszik Patrasz városát. A lakosok Korinthosztól kérnek segítséget. A visszatérő küldönc zászlóstól leesik a lováról, amit a polgárok messziről úgy értelmeznek, hogy jön a segítség (az előre megbeszélt jelzés szerint a felemelt zászló elutasított, a leengedett elfogadott kérelmet jelzett). Kirontanak a városból (állítólag védőszentjük, Szt. András vezetésével)  és szétkergetik a meglepett szlávokat. A görög kormányzat ezzel megerősíti ellenőrzését a függetlenedő szláv törzsek felett.

### Európa
- Nagy Károly megtiltja fegyverek eladását a szlávoknak.
- Nagy Károly fia, Ifjabb Károly hadjáratot vezet a csehországi szlávok ellen és elfoglalja Canburg (talán a mai Kadaň) erődjét.
- Elkészül az aacheni palotakápolna, amelyet maga III. Leó pápa szentel fel.
- Meghal Theodorus avar kagán. Utódja Abraham, aki szintén képtelen ellenállni a bolgárok támadásának. Krum bolgár kán folytatja a Kárpát-medence keleti felének megszállását.
- Először említik Magdeburgot.

### Kína
- 25 évnyi uralkodás után, 62 éves korában meghal Tang Tö-cung kínai császár. Utódja legidősebb fia, a súlyos beteg Sun-cung (előző évben agyvérzése miatt lebénult és beszélni sem tudott), aki augusztusban lemond a trónról legidősebb fia, Hszian-cung javára és a következő év februárjában meg is hal.

## Születések
- Német Lajos, keleti frank király
- Liudolf, szász gróf
- Servatus Lupus, frank teológus

## Halálozások
- február 25. – Tang Tö-cung, kínai császár
- május 12. – Æthelhard, canterburyi érsek
- Anselm, friuli herceg
- Elipando, spanyol teológus, toledói érsek
- Hui-kuo, kínai buddhista szerzetes
- Muhammad al-Sajbání, arab jogtudós

## Fordítás
- Ez a szócikk részben vagy egészben  a(z)   805 című angol Wikipédia-szócikk ezen változatának fordításán alapul.  Az eredeti cikk szerkesztőit annak laptörténete sorolja fel. Ez a jelzés csupán a megfogalmazás eredetét és a szerzői jogokat jelzi, nem szolgál a cikkben szereplő információk forrásmegjelöléseként.